# ジェイク・フォックス
ジェイコブ・キリン・フォックス（Jacob Quirin Fox, 1982年7月20日 - ）は、アメリカ合衆国・インディアナ州ビーチグローブ出身のプロ野球選手(外野手)。右投右打。

## 経歴

### プロ入りとカブス時代
2003年のMLBドラフトでシカゴ・カブスから3巡目（全体73位）指名され、6月29日に契約。
2007年7月19日のサンフランシスコ・ジャイアンツ戦でメジャーデビュー。7試合に出場し、14打数2安打、打率.143・0本塁打・1打点をマーク。放った安打のすべてが二塁打だった。
2009年は傘下のAAA級アイオワ・カブスで45試合に出場し、打率.409・17本塁打・53打点という驚異的な記録を残し、2年ぶりにメジャー昇格。昇格後はカブスの準レギュラーとして活躍した。

### アスレチックス時代
2009年12月3日にマット・スペンサー、ロニー・モーラ、ジェフ・グレイとのトレードで、アーロン・マイルズと共にオークランド・アスレチックスへ移籍。

### オリオールズ時代
2010年6月22日にロス・ウルフとのトレードで、ボルチモア・オリオールズへ移籍した。
2011年11月2日にFAとなった。

### パイレーツ傘下時代
2011年11月22日、ピッツバーグ・パイレーツと1年52万ドルのマイナー契約で合意した。
2012年6月26日に解雇された。

### 独立リーグ時代
2012年7月にアトランティックリーグのサマセット・ペイトリオッツと契約を結んだ。

### フィリーズ傘下時代
2012年8月4日にフィラデルフィア・フィリーズとマイナー契約を結んだ。オフの11月3日にFAとなった。

### 独立リーグ復帰
2013年3月6日にサマセット・ペイトリオッツへ復帰した。

### ダイヤモンドバックス傘下時代
2013年8月11日にアリゾナ・ダイヤモンドバックスとマイナー契約を結んだ。オフの11月5日にFAとなった。

### メキシカンリーグ時代
2014年2月7日にメキシカンリーグのラグナ・カウボーイズと契約を結んだ。

### フィリーズ傘下復帰
2014年6月12日にフィリーズとマイナー契約を結び、AA級レディング・ファイティン・フィルズでプレーした。9月14日に自由契約となった。

### ブルージェイズ傘下時代
2014年12月13日にトロント・ブルージェイズとマイナー契約を結んだ。
2015年は、傘下のAA級ニューハンプシャー・フィッシャーキャッツで29試合に出場したが、シーズン途中の5月14日に退団した。

### 韓国球界時代
2015年5月16日、不振により退団したナイジャー・モーガンの代役として、韓国プロ野球のハンファ・イーグルスと契約を結んだが同年限りで退団した。

## プレースタイル
ポジションは外野手で、他に一塁手としてのプレー経験がある。プロ入りの時点では捕手だったが、現在は主に外野を守っている。2015年、ハンファで捕手として出場したこともある。
右打者だが左投手をあまり得意としていない。

## 詳細情報

### 年度別打撃成績
| 年 度     | 球 団     | 試 合 | 打 席 | 打 数 | 得 点 | 安 打 | 二 塁 打 | 三 塁 打 | 本 塁 打 | 塁 打 | 打 点 | 盗 塁 | 盗 塁 死 | 犠 打 | 犠 飛 | 四 球 | 敬 遠 | 死 球 | 三 振 | 併 殺 打 | 打 率 | 出 塁 率 | 長 打 率 | O P S |
| --------- | --------- | ----- | ----- | ----- | ----- | ----- | -------- | -------- | -------- | ----- | ----- | ----- | -------- | ----- | ----- | ----- | ----- | ----- | ----- | -------- | ----- | -------- | -------- | ----- |
| 2007      | CHC       | 7     | 15    | 14    | 3     | 2     | 2        | 0        | 0        | 4     | 1     | 0     | 0        | 0     | 0     | 1     | 0     | 0     | 2     | 1        | .143  | .200     | .286     | .486  |
| 2009      | CHC       | 82    | 241   | 216   | 23    | 56    | 12       | 0        | 11       | 101   | 44    | 0     | 0        | 0     | 6     | 14    | 1     | 5     | 47    | 5        | .259  | .311     | .468     | .779  |
| 2010      | OAK       | 39    | 106   | 98    | 11    | 21    | 5        | 0        | 2        | 32    | 12    | 0     | 0        | 0     | 1     | 5     | 0     | 2     | 26    | 6        | .214  | .264     | .327     | .591  |
| 2010      | BAL       | 38    | 105   | 100   | 10    | 22    | 5        | 1        | 5        | 44    | 10    | 0     | 0        | 0     | 0     | 3     | 0     | 2     | 23    | 1        | .220  | .257     | .440     | .697  |
| '10計     | BAL       | 77    | 211   | 198   | 21    | 43    | 10       | 1        | 7        | 76    | 22    | 0     | 0        | 0     | 1     | 8     | 0     | 4     | 49    | 7        | .217  | .261     | .384     | .645  |
| 2011      | BAL       | 27    | 67    | 61    | 8     | 15    | 4        | 1        | 2        | 27    | 6     | 0     | 0        | 0     | 0     | 4     | 0     | 2     | 8     | 4        | .246  | .313     | .443     | .756  |
| 通算：4年 | 通算：4年 | 193   | 534   | 489   | 55    | 116   | 28       | 2        | 20       | 208   | 73    | 0     | 0        | 0     | 7     | 27    | 1     | 11    | 106   | 17       | .237  | .288     | .425     | .714  |

- 2011年度シーズン終了時

### 背番号
- 9 (2007年 2010年途中 - 2011年)
- 5 (2009年)
- 50 (2010年 - 同年途中)
- 47 (2010年途中 - 同年途中)
- 62 (2015年)